# Barby
Barby (IPA: [ˈbaʁbiː] ⓘ) ist eine Kleinstadt im Salzlandkreis in Sachsen-Anhalt. Bis zur Neubildung der Stadt am 1. Januar 2010 aus den Gemeinden der ehemaligen Verwaltungsgemeinschaft Elbe-Saale (außer Gnadau) hieß die Stadt Barby (Elbe). Gnadau wurde am 1. September 2010 nach Barby eingemeindet. Barby ist von der Regionalplanung der Planungsregion Magdeburg als Grundzentrum ausgewiesen.

## Geografie

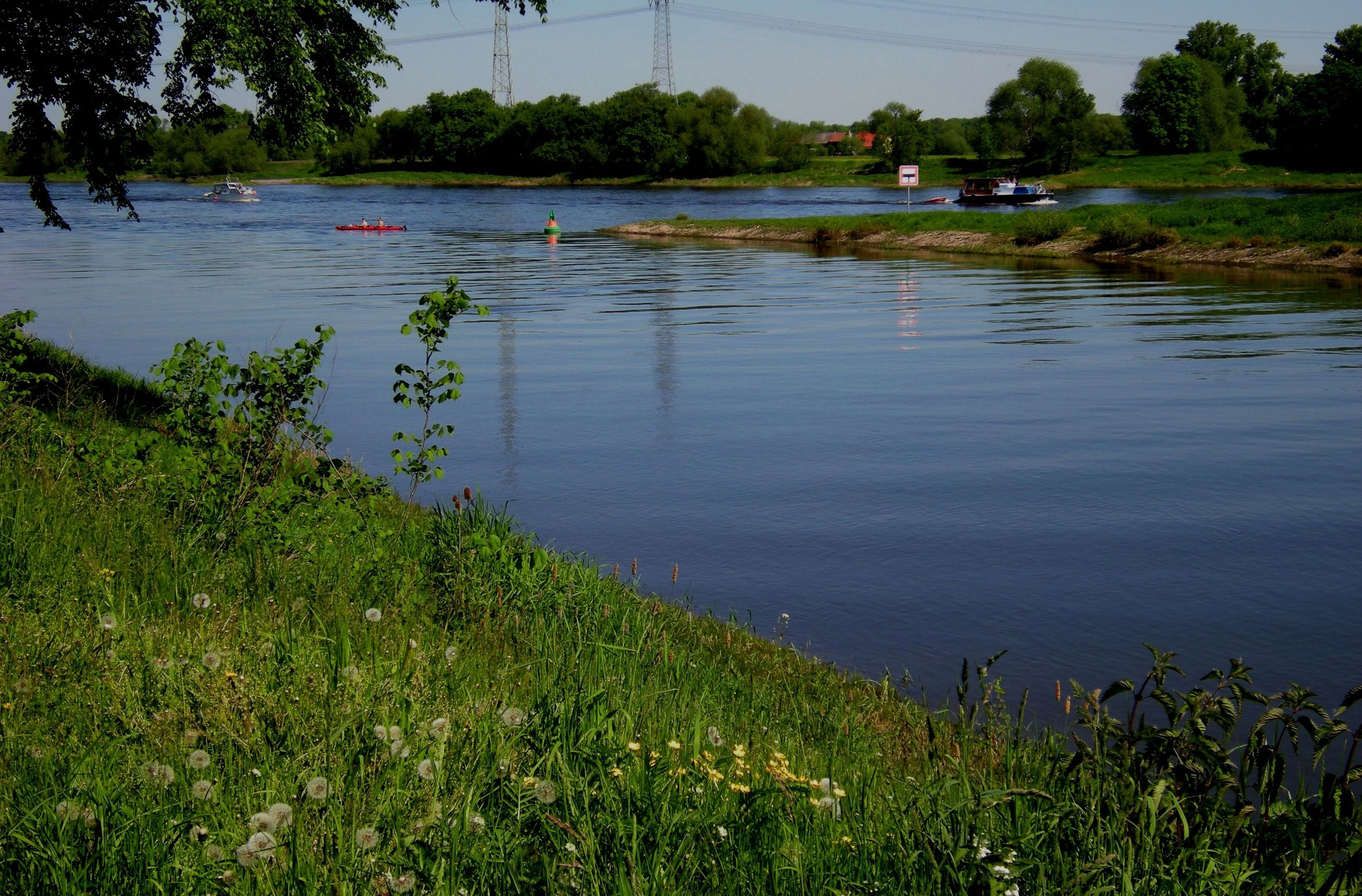
Saalemündung

Barby liegt am linken Ufer der Elbe. Circa 3 Kilometer elbeaufwärts, südöstlich der Stadt, mündet die Taube in die Saale und diese in die Elbe. Die Altstadt von Barby liegt in der Flussaue der Elbe, auf jungen Auesedimenten, unterhalb der erst weiter westlich sich ausbreitenden Niederterrasse aus (nach)eiszeitlichen Ablagerungen – und damit im Hochwasserbereich.
Die Stadt bildet die westliche Grenze des Biosphärenreservats Mittelelbe. Nordwestlich und südöstlich der Stadt liegen aus ehemaligem Kiesabbau entstandene Seen.
Stadtgliederung

Barby besteht aus den Stadtteilen Colphus, Monplaisir, Weinbergsiedlung und Zeitz sowie aus folgenden Ortschaften:
| PLZ   | Ortschaft      | Einwohner | Ortsteile                   | Die Ortschaften von Barby (anklickbare Karte) |
| ----- | -------------- | --------- | --------------------------- | --------------------------------------------- |
| 39240 | Breitenhagen   | 492       | Alt Tochheim                | Die Ortschaften von Barby (anklickbare Karte) |
| 39249 | Glinde         | 304       | –                           | Die Ortschaften von Barby (anklickbare Karte) |
| 39249 | Gnadau         | 523       | Döben                       | Die Ortschaften von Barby (anklickbare Karte) |
| 39240 | Groß Rosenburg | 1680      | Klein Rosenburg             | Die Ortschaften von Barby (anklickbare Karte) |
| 39240 | Lödderitz      | 230       | Rajoch                      | Die Ortschaften von Barby (anklickbare Karte) |
| 39249 | Pömmelte       | 644       | Neue Siedlung und Zackmünde | Die Ortschaften von Barby (anklickbare Karte) |
| 39240 | Sachsendorf    | 307       | Patzetz                     | Die Ortschaften von Barby (anklickbare Karte) |
| 39249 | Tornitz        | 566       | Werkleitz                   | Die Ortschaften von Barby (anklickbare Karte) |
| 39249 | Wespen         | 229       | –                           | Die Ortschaften von Barby (anklickbare Karte) |
| 39240 | Zuchau         | 318       | Colno                       | Die Ortschaften von Barby (anklickbare Karte) |

 Dialektgrenze 

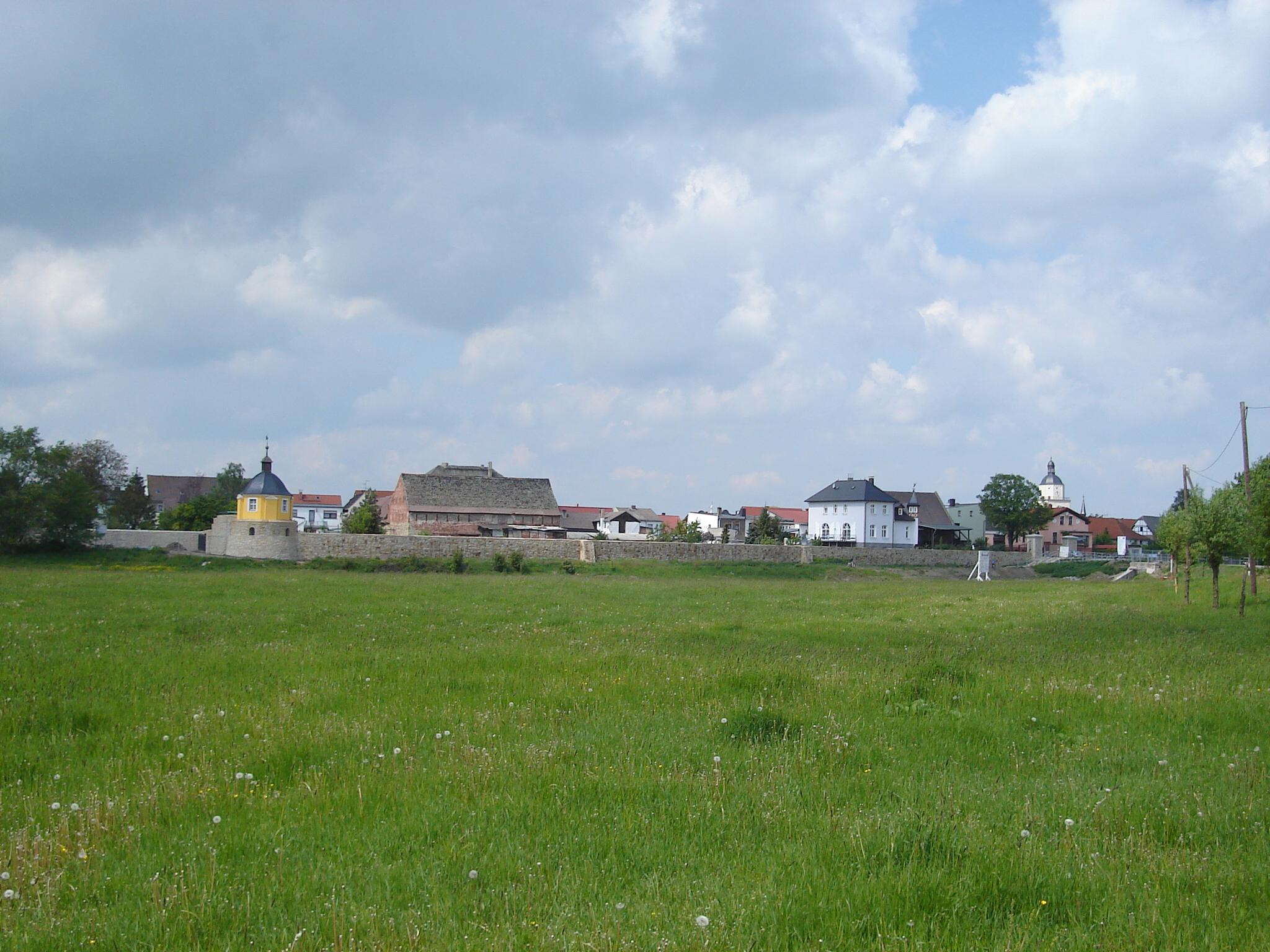
Blick auf Barby

Barby liegt unmittelbar südlich der Benrather Linie und somit am Übergang von den hochdeutschen – genauer: den ostmitteldeutschen Dialekten zur niederdeutschen Sprache. Die Benrather Linie trifft hier auf die Elbe.

## Geschichte
Barby wird erstmals in einer Urkunde König Ottos I. vom 23. April 961 als „barbogi“ erwähnt, was im Althochdeutschen „Ort an der waldlosen Flusskrümmung“, wörtlich: „barer Bogen“, bedeutet. Die Quelle bezeichnet Barby als Burgward, sie war damit Teil der damaligen Linie an befestigten Orten zum Schutz gegen die östlich davon siedelnden Slawen. Der alte Name der Stadt bzw. Burg ist früh in verschiedenen Formen überliefert. Die erkennbar älteste, viersilbige Form Barebogi findet sich in einer Urkunde aus dem Jahre 999, daneben ist schon in den Jahren 974 und 987 auch die Form bareboi mit assimiliertem g belegt.
Eine Quelle (nach Gerhard Köbler, 1995) berichtet sogar von einer ersten Erwähnung der Burg Barby im Jahr 814, Barby wäre dann ein Punkt am karolingischen Limes Sorabicus gewesen. Kaiser Otto II. gibt die Burg Barby 974 an das adlige Damenstift Quedlinburg. Burg und Umgebung werden spätestens am Ende des 12. Jahrhunderts durch Walther III. von Arnstein in Besitz genommen. Er gründet die Linie der Grafen von Arnstein-Barby, später Grafen von Barby genannt.
Die mittelalterliche Stadt, im späten 12. Jahrhundert planmäßig um ein Straßenkreuz aus Nord-Süd-Achse (Schlossstraße) und West-Ost-Achse (Magdeburger Straße – Markt) erbaut und ursprünglich im Grundriss ein kleines Rechteck (ungefähr im Verlauf von Goethestraße – Schulstraße – Marktstraße – Postgasse – Krumme Gasse – Rusthofstraße), wurde bald vergrößert und im 15. Jahrhundert von einer Mauer mit fünf Stadttoren umgeben. Reste der Stadtmauer sind erhalten.
Das Barbyer Territorium wurde 1497 von Maximilian I. (damals noch nicht Kaiser) zur Reichsgrafschaft erhoben. Die Grafen von Barby führten 1540 die lutherische Reformation ein. Nach dem Tod des letzten Grafen von Barby 1659 fiel Barby an den Herzog August von Sachsen-Weißenfels; dessen Sohn Heinrich ließ von 1687 bis 1715 das Schloss erbauen. Die Linie Sachsen-Weißenfels stirbt 1746 aus und Barby fällt an das albertinische Kurfürstentum Sachsen. Um 1800 umfasste die Grafschaft Barby mit der Stadt Barby und einigen Dörfern etwa 2 Quadratmeilen.
1660 geriet Maria Kühne aus Barby, genannt Fischer, Witwe des Andres Grosse, Magd im Haus des Fährmeisters Palm Gräfe, 73 Jahre alt, im Rahmen der Hexenverfolgung unter dem Vorwurf des Krankheitszaubers in einen Hexenprozess. In den Ortsteilen Breitenhagen und Glinde kam es zu weiteren fünf Verfahren.
Barby war im 18. Jahrhundert – von 1749 bis 1809 – Sitz der evangelischen Brüdergemeine (Herrnhuter Brüder-Unität) und der Leitung der weltweiten Mission der Herrnhuter. 1749 wurde das „Seminarium Theologicum“ (Predigerseminar) der Brüdergemeine vom hessischen Lindheim nach Barby verlegt, wo es im Schloss unterkam, das Graf Heinrich XXVI. von Reuß jüngere Linie vom Kurfürstentum Sachsen gepachtet hatte, um es Graf Nikolaus Ludwig von Zinzendorf für die Brüdergemeine zu überlassen. Neben dem Theologischen Seminar und der Kirchenleitung waren im Barbyer Schloss auch das Pädagogium (die höhere Schule der Herrnhuter) sowie Sternwarte, Naturalienkabinett und eine Druckerei untergebracht. Einer der berühmtesten Schüler der Schule war Friedrich Schleiermacher, der die Schule von 1785 bis 1787 besuchte. Als 1808 die Pacht für das Schloss auslief, verlegte die Brüdergemeine ihre Einrichtungen in das 1767 gegründete Gnadau, heute erinnert fast nichts in Barby an die bedeutende Rolle der Stadt für die Herrnhuter Brüdergemeine.
Im Oktober 1806 überschritt das französische Korps Bernadotte bei Barby („Heerstraße“) auf seinem Weg von Halle nach Lübeck die Elbe. Im Zuge der territorialen Neuordnung durch den Wiener Kongress fiel Barby 1815 an Preußen.
Durch den Bau der Bahnstrecke Berlin–Blankenheim (auch Wetzlarer Bahn bzw. Kanonenbahn genannt) in den Jahren 1877–1882 erhielt Barby 1879 seinen Bahnanschluss und zum ersten Mal eine – allerdings nur der Eisenbahn dienende – Elbbrücke.
In der zweiten Hälfte des 19. Jahrhunderts wirkte der als Kirchenliederdichter („Stern, auf den ich schaue“) und Verfasser des Studentenliedes „Und wenn sich der Schwarm verlaufen hat“ bekannt gewordene Adolf Krummacher als Oberpfarrer in Barby.
Ab 1920 wurden die Maizena-Werke Barby gebaut.
Am 30. September 1928 wurde der Gutsbezirk Zeitz-Monplaisir mit der Stadt Barby vereinigt. Damit wurden die Wohnplätze Zeitz und Monplaisir Teile der Stadt Barby.
Am Ende des Zweiten Weltkrieges verhinderte der evangelische Pfarrer Ludwig Fuchs unter Einsatz seines Lebens die gewaltsame Einnahme der Stadt von US-Truppen durch die Anbringung von Kirchenfahnen und weißen Tüchern. Nach anderer Quelle gewannen US-Bodentruppen am 13. April 1945 nach Straßenkämpfen in Barby das Elbufer und konnten dann auf der anderen Elbseite einen Brückenkopf Richtung Zerbst errichten.
Barby lag von 1945 bis 1949 in der sowjetischen Besatzungszone und von 1949 bis 1990 in der DDR. Die DDR benutzte das Schloss Barby ab 1959 als eine Aufnahmestätte für Westflüchtlinge. Auch ausländische Vertragsarbeiter wurden dort untergebracht. Diese Rolle verlor das Schloss 1979 wieder, als das Zentrale Aufnahmeheim Röntgental gebaut wurde.
Einwohnerentwicklung
Im Jahr 1970 hatte Barby 6320 Einwohner, 2005 waren es dann nur noch 4586 Einwohner.

## Religion
Die Evangelische Kirche in Mitteldeutschland ist in Barby mit der St.-Marien-Kirche und der St.-Johannis-Kirche vertreten. Die Kirchengemeinde Barby (Elbe) gehört zum Pfarrbereich Barby (Elbe) im Kirchenkreis Egeln. Außer den beiden Kirchen in Barby umfasst der Pfarrbereich Barby (Elbe) noch den Kirchengemeindeverband Eickendorf/Zens mit der St.-Johannis-Kirche in Eickendorf, der St.-Petri-Kirche in Großmühlingen, der St.-Salvator-Kirche in Kleinmühlingen und der St.-Stephanus-Kirche in Zens, die Kirchengemeinde Glinde mit der St.-Matthäi-Kirche, die Kirchengemeinde Pömmelte mit der St.-Johannis-Kirche, die Kirchengemeinde Werkleitz/Tornitz mit der St.-Nicolai-Kirche und der Katharina-von-Bora-Kirche, und der Kirchengemeinde Wespen mit der Schrotholzkirche.
Nachdem infolge der Flucht und Vertreibung Deutscher aus Mittel- und Osteuropa 1945–1950 auch im seit der Reformation evangelisch-lutherisch geprägten Gebiet um Barby wieder Katholiken in größerer Zahl zuzogen, wurde im Herbst 1945 in Barby eine katholische Kuratie gegründet, die zur Pfarrei Calbe/Saale gehörte. In der Schloßstraße 21 (Ecke Quergasse) wurde ein Pfarrhaus eingerichtet, in dem 1956 eine Kapelle geweiht wurde. Katholische Gottesdienste fanden auch in der gegenüberliegenden evangelischen St.-Johannis-Kirche statt. Weil die Zahl der Gottesdienstbesucher im Laufe der Zeit wieder abnahm, wurde das Pfarrhaus wieder aufgegeben und die Kapelle per Dekret vom 26. Februar 2019 profaniert. Der letzte Gottesdienst fand am 30. März 2019 statt. Katholiken in Barby gehören heute zur Pfarrei St. Marien und St. Norbert Schönebeck mit den rund zwölf Kilometer entfernten Kirchen St. Norbert in Calbe (Saale) und St. Marien in Schönebeck (Elbe).

## Politik

### Stadtrat

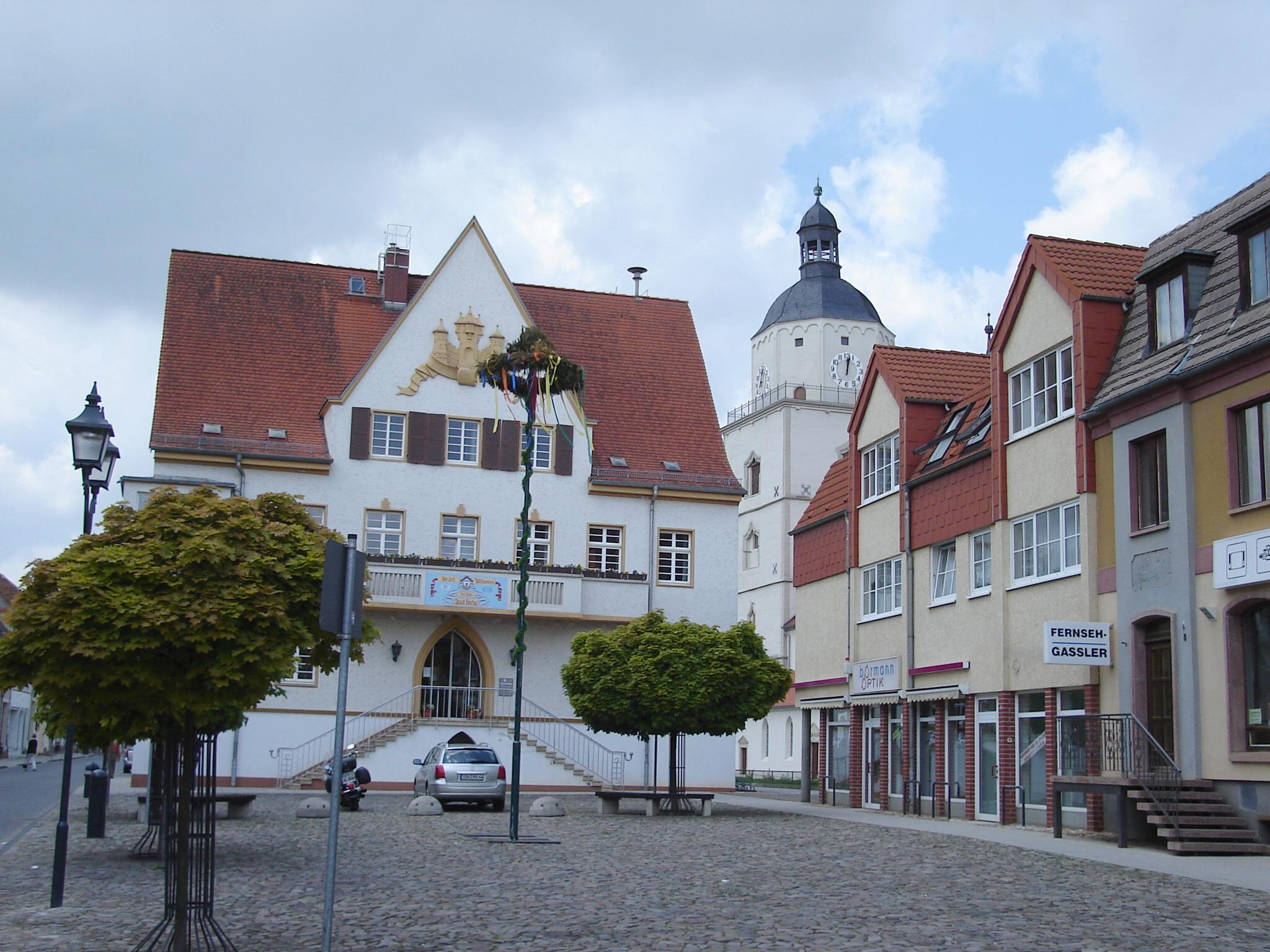
Rathaus Barby

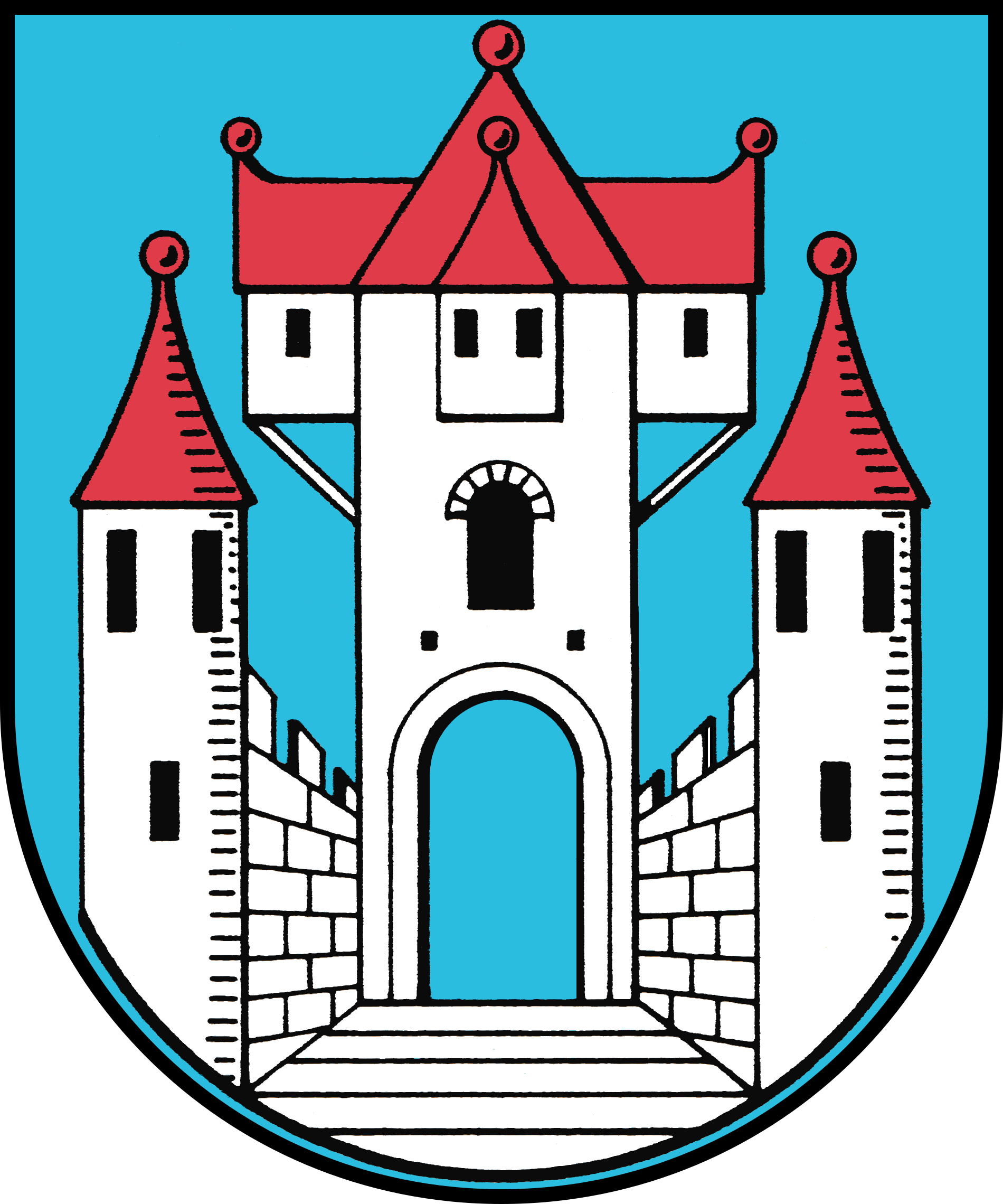
Wappen von Barby bis 1998

Sitzverteilung Stadtrat Barby 2024Insgesamt 20 Sitze - SPD/Linke/RCV: 3 
- CDU/FDP/Fritsche: 8 
- Wg E-S-W: 9 

Stadtratsvorsitzender ist Klaus Strobel (CDU) und Stellvertreter ist Dirk Trappe (Wg E-S-W).

### Ortschaftsrat
Sitzverteilung Ortschaftsrat Barby 2024Insgesamt 9 Sitze - SPD: 2 
- FDP: 1 
- CDU: 2 
- Wg E-S-W: 4 

Vorsitzender des Ortschaftsrats Barby ist Jens Strube (Wg E-S-W) und Stellvertreter ist Frank Sieweck (SPD).

### Wappen
Das Wappen wurde am 25. März 1998 durch das Regierungspräsidium Magdeburg genehmigt.
Blasonierung: „In Blau eine silberne Burg mit gezinnten, schwarz gefugten Mauern und drei Türmen mit roten, golden beknauften Spitzdächern; der überhöhte größere Mittelturm (Wartturm) mit offenem Rundbogentor, schwarzer Rundbogenfensteröffnung und drei Erkern mit roten, golden beknauften Dächern und schwarzen rechteckigen Fensteröffnungen, im mittleren Erker zwei, in den äußeren Erkern je eine; die äußeren Türme mit je drei (2:1) schwarzen Rundbogenfensteröffnungen. Vor dem Tor silberne Stufen.“
Das Wappen wurde 1998 vom Magdeburger Kommunalheraldiker Jörg Mantzsch im Zuge der Flaggengenehmigung nach Widerspruch der Kommunalaufsicht überarbeitet.

### Städtepartnerschaften
Partnerschaften bestehen mit:
- der Stadt Schöppenstedt in Niedersachsen (seit 1990)
- mit der litauischen Gemeinde Aukštadvaris nahe Trakai (seit 1994)
- mit der polnischen Gemeinde Pruchnik in der Woiwodschaft Karpatenvorland

## Kultur und Sehenswürdigkeiten

### Bauwerke
- St.-Johannis-Kirche
- St.-Marien-Kirche
- Kapelle St. Georgii
- Schloss
- Das Prinzeßchen
- Der Prinz
- Stadtmauer
- Elbbrücke
 In Barby überquert die Eisenbahnstrecke von Berlin nach Blankenheim auf einer 757 m langen Brücke die Elbe einschließlich Vorflutgebieten. Der Betrieb auf der Strecke ist dauernd eingestellt.

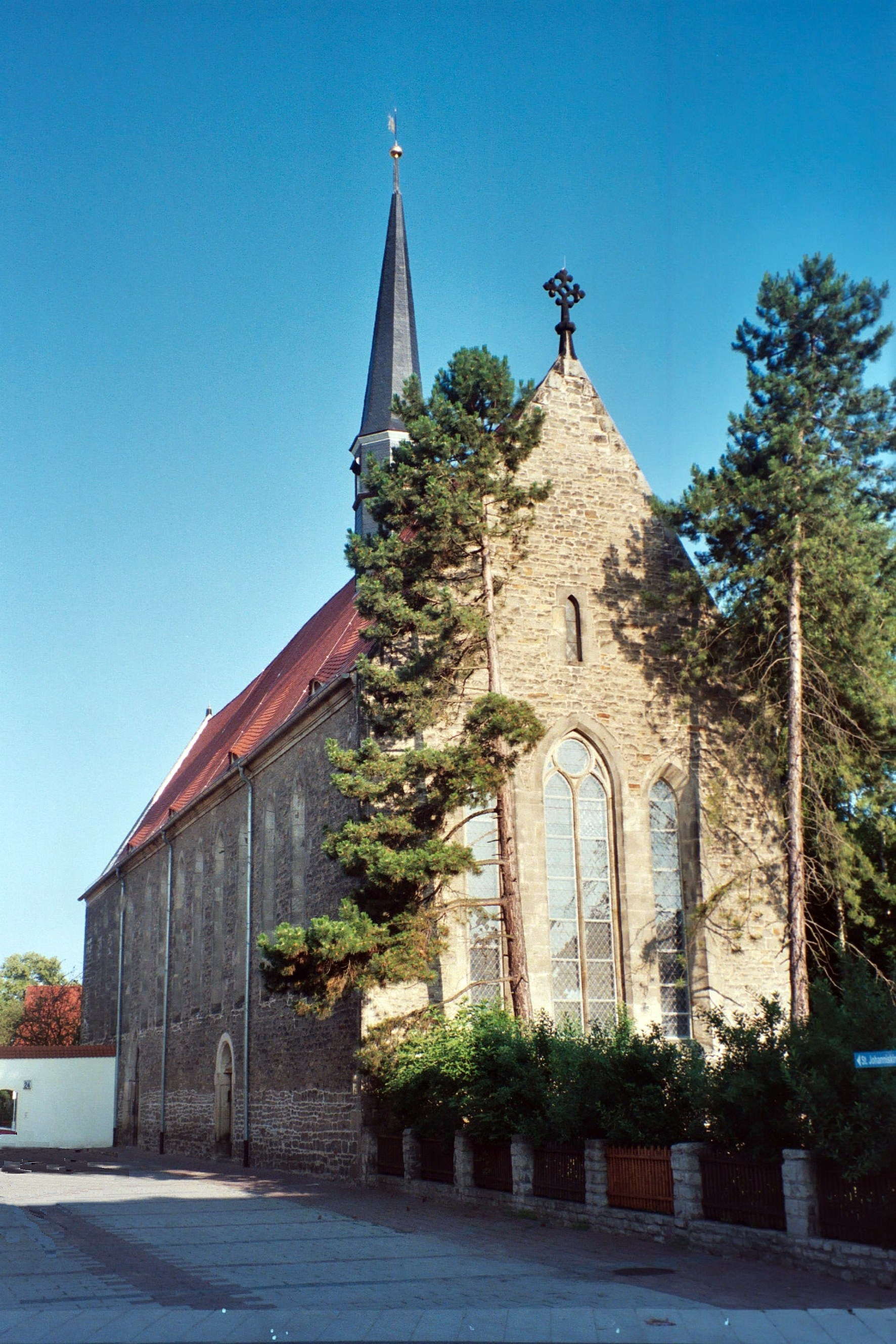
Johanniskirche
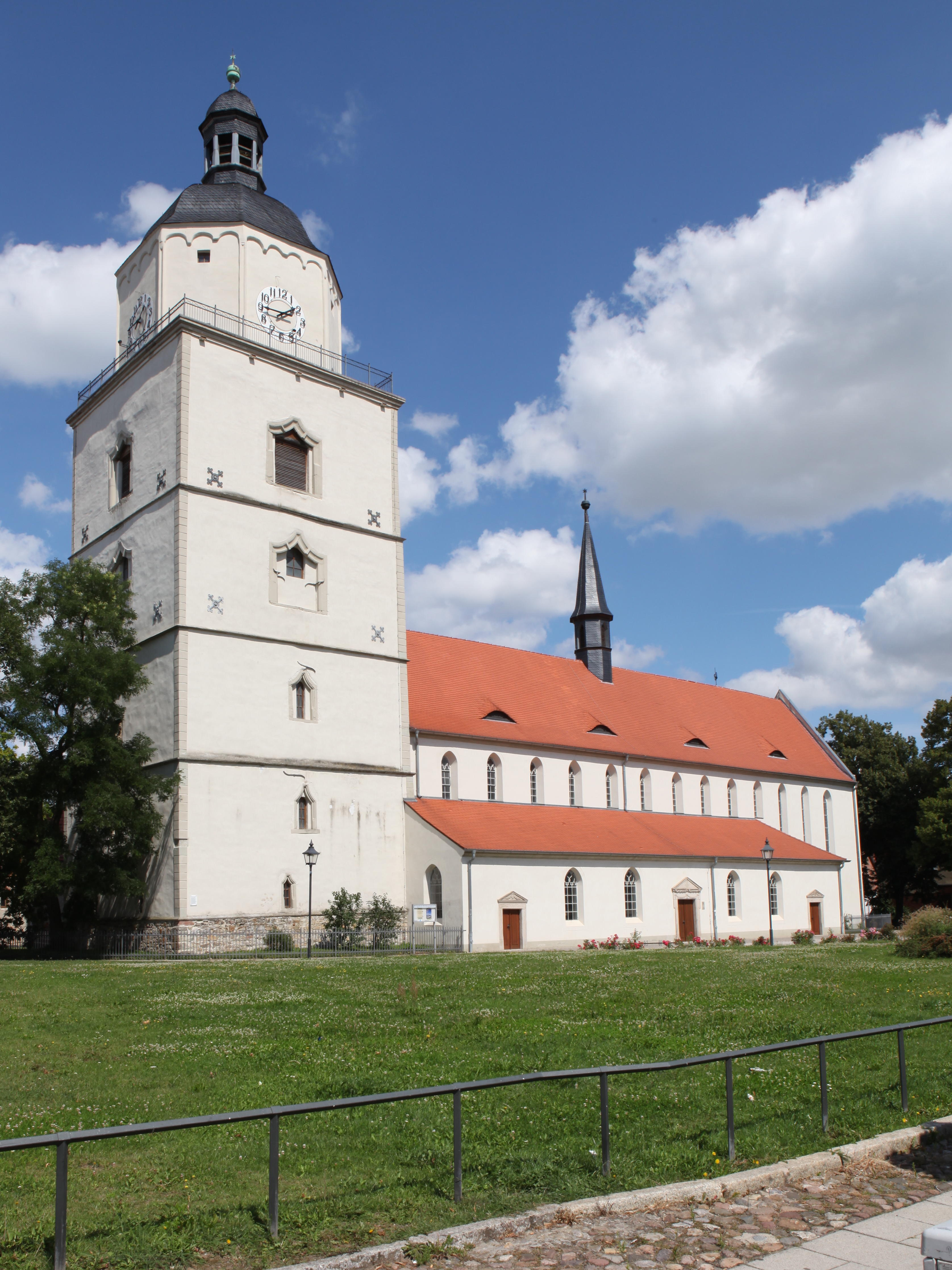
Marienkirche
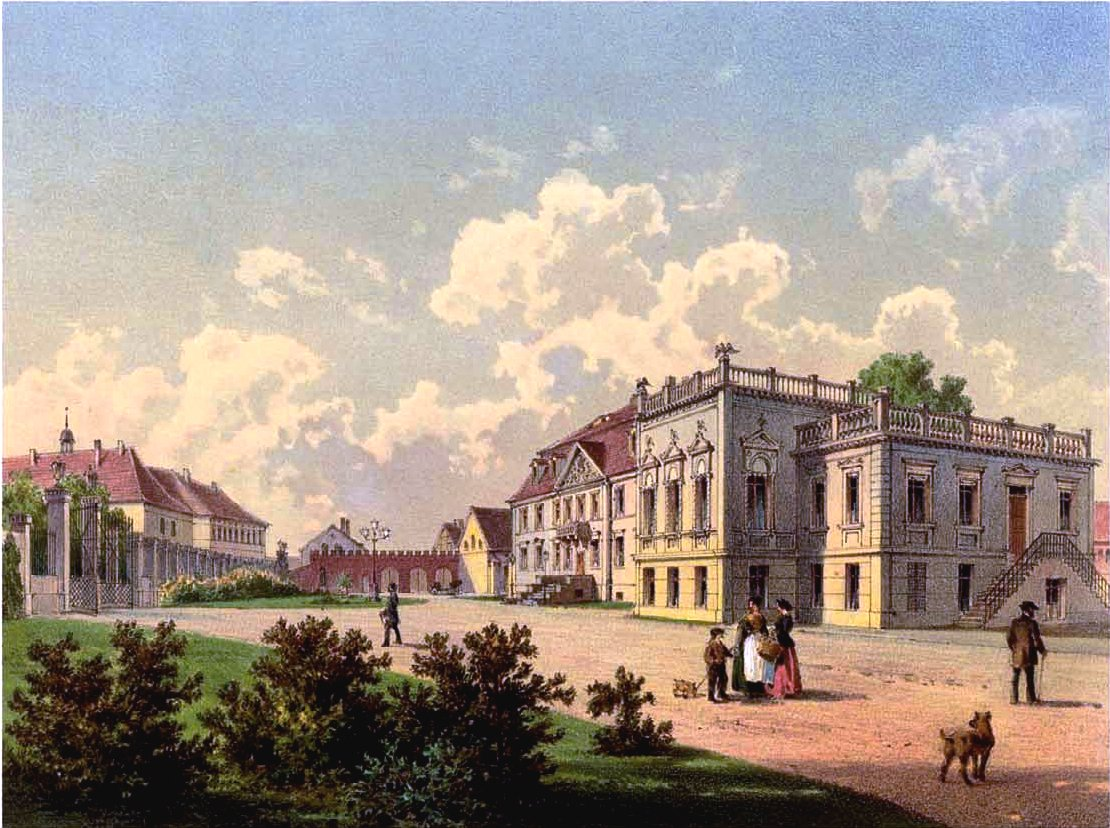
Herrenhaus der Domäne Barby, nach 1868, Sammlung Alexander Duncker (nicht identisch mit dem Schloss)
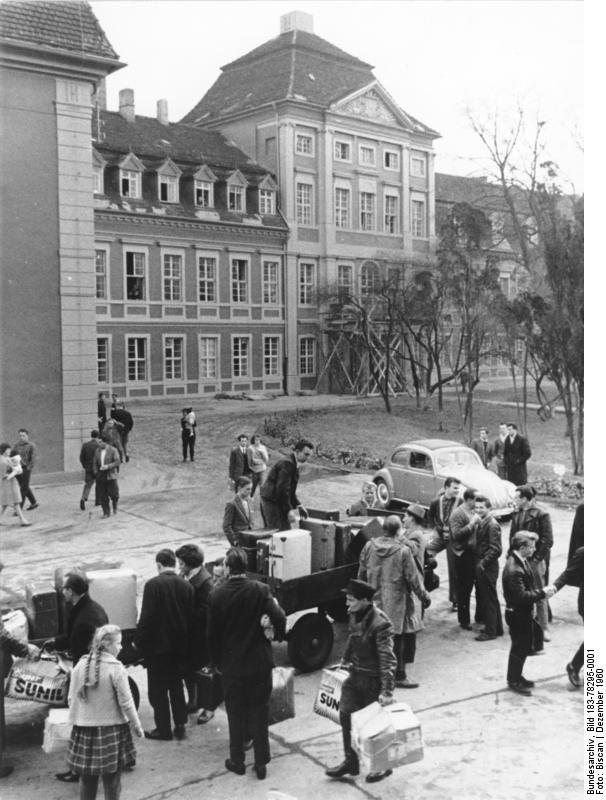
Aufnahmeheim im Schloss (Foto 1960)

### Geschichtsdenkmale
- Gedenkstele für Jakob Friedrich Fries mit der Aufschrift „Jeder Person kommt ein absoluter Wert als Würde zu“ im Friespark
- Gedenktafel in der Goethestraße für den Ehrenbürger der Stadt Otto von Bismarck
- Denkmal aus den 1950er Jahren auf dem Schloßplatz für die örtlichen acht, mehrheitlich jüdischen Opfer des Faschismus
- Ernst-Thälmann-Gedenkstätte in der gleichnamigen Straße

### Kulturstätten, kulturelle Einrichtungen
- Auf der Gemarkung von Pömmelte liegt die bedeutende frühgeschichtliche Kreisgrabenanlage von Pömmelte, eine Kultstätte aus dem ausgehenden dritten vorchristlichen Jahrtausend.
- Konzerte und andere kulturelle Veranstaltungen finden u. a. in der Kulturhalle, in der St.-Marien-Kirche oder in der St.-Johannis-Kirche statt.
- Im Schlosspark am Prinzeßchen finden im Sommer Freiluftaufführungen des Theaters Komödie am Prinzeßchen statt.
- Nach Jahren des Leerstands ist seit September 2021 das ursprünglich 1912 errichtete Cinema Barby wieder in Betrieb, getragen vom Verein Cinema Barby. Das Berliner Ehepaar Helmut Kolb und Sigrid Weise kaufte 2018 das heruntergekommene Kinogebäude und sanierte es in aufwändiger dreijähriger Arbeit.[18] Für ihr Engagement und die Programmgestaltung des Cinema Barby erhielten Sigrid Weise, Helmut Kolb und der Verein Cinema Barby im September 2024 einen der Programmpreise der DEFA-Stiftung.[19]

## Wirtschaft und Infrastruktur

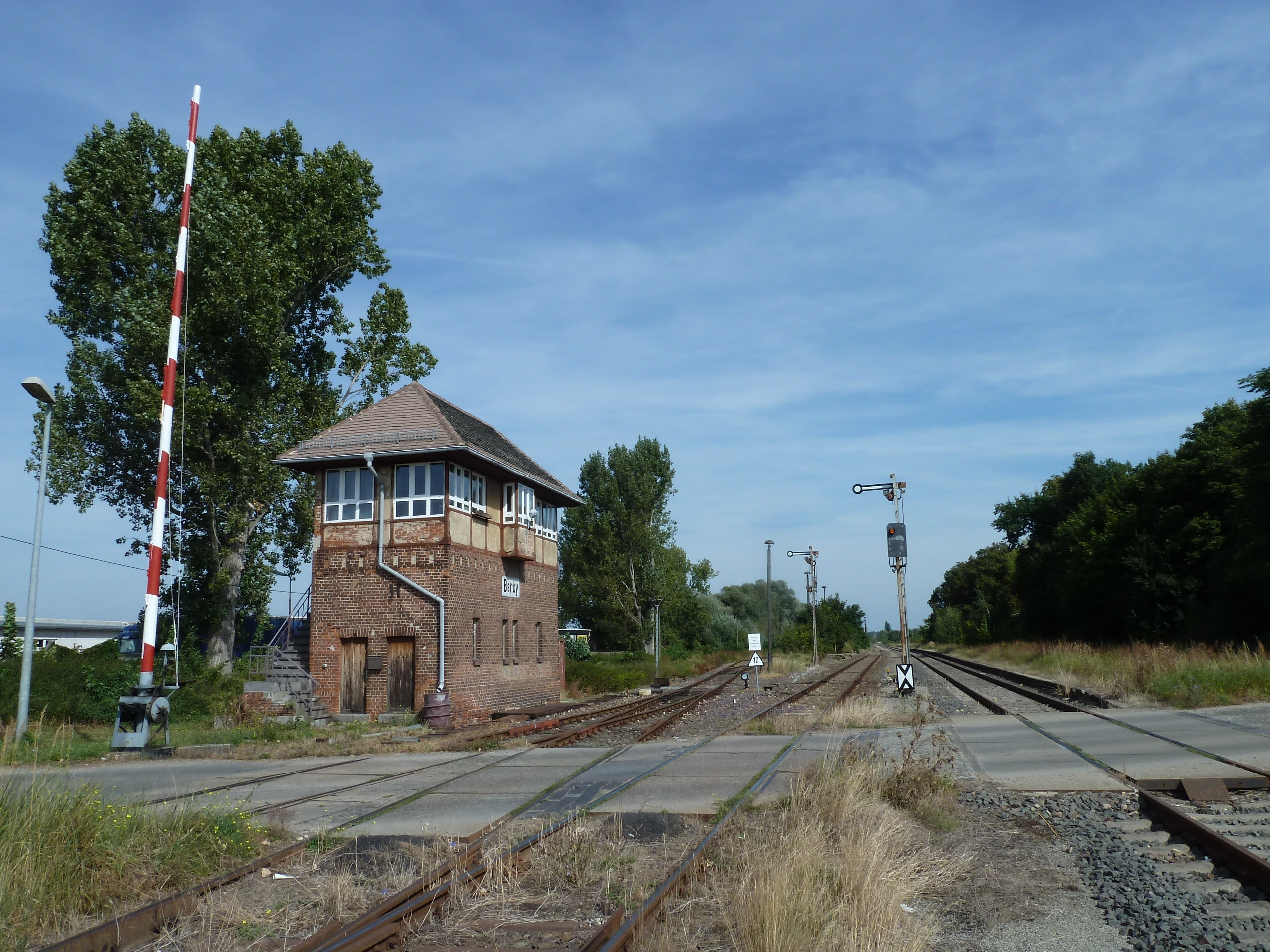
Südliches Stellwerk Barby

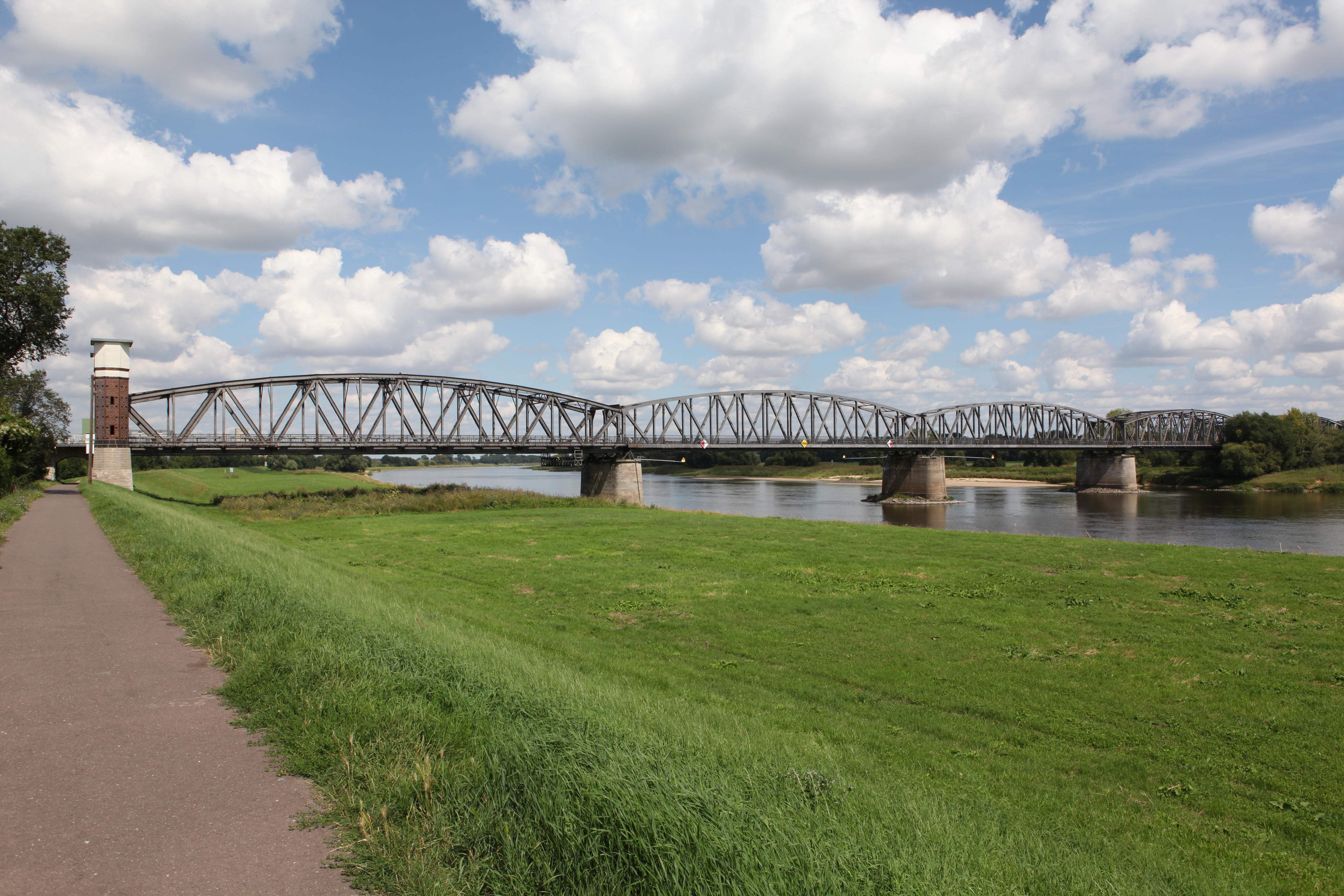
Eisenbahnbrücke über die Elbe

### Verkehr
Barby ist über Landstraßen mit Schönebeck (Elbe), Calbe (Saale) sowie über die nahegelegene Gierseilfähre über die Elbe mit Güterglück und der B184 verbunden.
Die Fähre Barby und Fähre Breitenhagen über die Elbe sind mit der Fähre Groß Rosenburg über die Saale durch die 3-Fähren-Tour, einen 24 km langen Rundweg, verbunden.
Zum Stadtgebiet von Barby gehören die Personenbahnhöfe Gnadau und Sachsendorf (b Calbe) an der Bahnstrecke Magdeburg–Leipzig, die stündlich durch Regionalbahnen der Verbindung zwischen Magdeburg und Halle bedient werden. Der Bahnhof Barby an der Bahnstrecke Berlin–Blankenheim wurde bis 2003 von einer Regionalbahn der Linie Magdeburg–Schönebeck (Elbe)–Güterglück–Bad Belzig angefahren. Der Personenverkehr auf dieser Strecke ist jedoch mittlerweile eingestellt worden. Das im für die Kaiserzeit typischen Stil als Gelbziegelbau errichtete Bahnhofsgebäude verfällt zunehmend.
Von 1884 bis 1922 fuhr im heutigen Stadtgebiet von Barby die Pferdebahn Patzetz–Breitenhagen, die die Ortsteile Patzetz, Groß Rosenburg, Klein Rosenburg und Breitenhagen an den Bahnhof Sachsendorf anband.
Der Hafen Barby liegt an der Elbe im Norden der Stadt.

### Ansässige Unternehmen
Seit den 1920er Jahren wurde in den Maizena-Werken Barby Traubenzucker und Maisstärke hergestellt; das Werk hieß in der DDR „VEB Maisan-Werke Barby“ und war Teil des Kombinats Stärke und Kartoffelveredelung. 1993 baute das Unternehmen Cerestar (2002 von Cargill übernommen) neben dem 1992 stillgelegten Werk ein neues Weizenstärkewerk.
Daneben ist das Unternehmen Maxit Baustoffwerke in Barby angesiedelt, das inzwischen zu Saint-Gobain Weber gehört. Erwähnenswert ist weiterhin die Elbe-Saale Klinik, eine Rehaklinik für Herz- und Kreislauferkrankungen.

## Persönlichkeiten

### Söhne und Töchter der Stadt

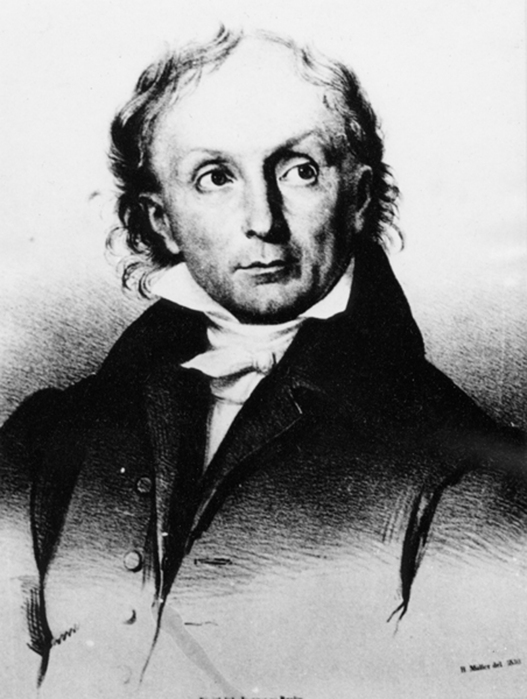
Jakob Friedrich Fries

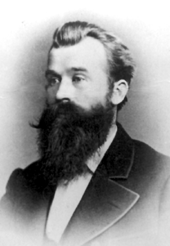
Heinrich Mundlos

- Daniel Eulenbeck (1539–1595), Rechtswissenschaftler
- Friedrich Gottlieb Heinrich Fielitz der Ältere (1749–1820), Mediziner und Autor
- Jakob Friedrich Fries (1773–1843), Philosoph
- Johann Gottfried Flügel (1788–1855), Anglist, Lexikograf und Autor mehrerer Sprachlehrbücher
- Gottfried Renatus Häcker (1789–1864), Apotheker, Botaniker und Konservator
- Heinrich von Schlieckmann (1800–1869), Politiker, Jurist, Mitglied des Preußischen Herrenhauses
- Nathanael Lieberkühn (1821–1887), Mediziner und Anatom
- Gustav Rebling (1821–1902), Komponist und Dirigent
- Johann Gottfried Dietze (1823–1888), Rittergutsbesitzer und Politiker, MdR, MdL
- Karl Julius Keim (1823–1906), Arzt in Magdeburg, medizinisch-humoristischer Schriftsteller
- Adolph von Dietze (1825–1910), Landwirt, Politiker
- Rudolph Palme (1834–1909), Organist, Komponist, Herausgeber und Orgelrevisor in Magdeburg
- Friedrich Rebling (1835–1900), Opernsänger (Tenor) und Gesangspädagoge
- Heinrich Mundlos (1836–1928), Erfinder und Fabrikant von Nähmaschinen
- Max Sering (1857–1939), Nationalökonom
- Gottfried Wehling (1862–1913), Architekt
- Georg Dittmann (1871–1956), Klassischer Philologe
- Walter Conrad (1892–1970), Jurist und Politiker (FDP)
- Hans Schneppel (1903–1973), Polizist und Jurist
- Richard Würpel (1903–1987), Maler und Kunsterzieher
- Karl-Friedrich Hölzke (1920–2012), Opernsänger (Tenor)
- Albrecht Schöne (1925–2025), Germanist
- Götz-Peter Lohmann (* 1942), Politiker (SPD)
- Gerd Stange (* 1954), Künstler und Fotograf

### Ehrenbürger
- 29. Dezember 1867: Otto von Bismarck
- 1848: Adolph von Dietze